# SG 74 Hannover
Die Sportgemeinschaft von 1874 Hannover e. V., kurz auch SG von 1874 oder SG 74 genannt, ist ein im 19. Jahrhundert gegründeter Sportverein in Hannover, der vor allem Breitensport anbietet. Sitz des eingetragenen Vereins ist das Vereinsgelände südlich des Großen Gartens unter der Adresse In der Steintormasch 48.

## Geschichte
Die SG 74 Hannover ist ein Zusammenschluss von sieben Vereinen, von denen sechs ihren Ursprung in Linden haben. Ältester Stammverein ist der am 5. November 1874 gegründete MTV zu Linden, von dem sich 1879 der Arbeiterturnverein Linden abspaltete. Jener änderte später seinen Namen in Turnerschaft Linden. Anfang des 20. Jahrhunderts gründeten sich die restlichen Stammvereine. Den Anfang macht 1903 der LSV Alexandria, gefolgt von TV Jahn Linden drei Jahre später. 1914 entstand aus dem Jugendverein Linden-Süd der Turnklub Linden. Im Jahre 1923 wurden TSV Linden und der DSC Hannover gegründet. Die 1930er Jahre waren von Fusionen geprägt. 1931 schlossen sich der TSV Linden, der TV Jahn Linden und die Turnerschaft Linden zur Turngemeinde Linden zusammen. Wenige Jahre später folgte die Fusion von MTV zu Linden und Turnklub Linden zum Lindener TV, bevor dieser 1938 mit den LSV Alexandria zum Lindener TSV fusionierte. Mit der Fusion des Lindener TSV und der Turngemeinde Linden ein Jahr später zur TSG 74 Hannover entstand ein Großverein mit über 1.200 Mitgliedern. 1940 schloss sich die TSG mit dem DSC Hannover zur DTSG 74 Hannover zusammen. Der heutige Verein entstand im Jahre 1965 nach der Fusion mit dem Volkssportverein Vorwärts Linden.

### Handball
Die Handballerinnen der damaligen DTSG 74 Hannover qualifizierten sich 1943 für die Endrunde um die deutsche Meisterschaft im Feldhandball. Nach Siegen über den Eimsbütteler TV und dem Reichsbahn-SV Münster erreichte die Mannschaft das Viertelfinale. Dort schieden die Hannoveranerinnen nach einer 4:6-Niederlage gegen den Kieler TV aus. Nach dem Ende des Zweiten Weltkrieges wurde die DTSG 1949 Niedersachsenmeister, scheiterte aber im Halbfinale der norddeutschen Meisterschaft am SC Urania Hamburg.

### Fußball
Die Fußballer nahmen in der Saison 1944/45 an der erstklassigen Gauliga Südhannover-Braunschweig teil und wurden in die Staffel 1 der Gruppe Hannover eingeteilt. Dort gelang der Mannschaft drei Siege bei 22:1 Toren, bevor der Spielbetrieb abgebrochen wurde.

## Bekannte Mitglieder (Auswahl)
- Willi Matthias, Hürdenläufer und Teilnehmer der Olympischen Sommerspiele 1960[6]

## Schriften
regelmäßige Publikationen:
- 1985–1994: Mitteilungsblatt / Sportgemeinschaft von 1874 Hannover e. V.
- ab 1994: Sportgemeinschaft von 1874 (Hannover): Info 74